# Kate a Leopold
Kate a Leopold je americký romantický film z roku 2001 s hlavním vědeckofantastickým prvkem založeným na cestování v čase, režisérem filmu byl James Mangold. Hlavní role ztvárnila Meg Ryanová (Kate) a Hugh Jackman (Leopold).

## Děj
Milostný příběh se kompletně odehrává v New Yorku a jeho zápletka je založena na časové smyčce, která umožní aby se mladá žena Kate seznámila s Leopoldem, vévodou z Albany, který se z dubna roku 1876 pádem z newyorského Brooklynského mostu do otvoru ve spletité struktuře času nechtěně dostane někam na přelom 20. a 21. století, tedy asi 125 let do budoucnosti. Zde se seznámí nejprve s jejím bývalým přítelem, vědcem, který cestování v čase objevil, poté se samotnou Kate, nakonec i s jejím bratrem Charliem. Příběh skončí tak, že Leopold se po týdnu vrátí zpět do roku 1876 a Kate se za ním z lásky vydá zpět do minulosti.
Hlavním neživým objektem, který zde umožňuje cestování v čase je Brooklynský most, ze kterého všichni tři hlavní hrdinové příběhu skáčou dolů do otvoru ve struktuře času.